# Lista Marjana Šarca
Lista Marjana Šarca (słoweń. Lista Marjana Šarca, LMŠ) – słoweńska partia polityczna o profilu centrolewicowym.

## Historia
Ugrupowanie w maju 2014 założył Marjan Šarec, dziennikarz i komik, od 2010 pełniący funkcję burmistrza Kamnika. Partia miała stanowić jego zaplecze przy ubieganiu się o reelekcję w wyborach samorządowych w tym samym roku. W 2017 polityk dzięki zebraniu 3000 podpisów słoweńskich obywateli zarejestrował swoją kandydaturę w wyborach prezydenckich. W wyborach tych przeszedł do drugiej tury, w której z wynikiem blisko 47% głosów przegrał z ubiegającym się o reelekcję Borutem Pahorem.
Sukces w tych wyborach doprowadził do przekształcenia LMŠ z ugrupowania lokalnego w formację ogólnokrajową, która na jakiś czas stała się liderem sondaży poparcia partii politycznych. Ostatecznie w przedterminowych wyborach parlamentarnych w 2018 Lista Marjana Šarca zajęła drugie miejsce (za Słoweńską Partią Demokratyczną). Otrzymała 12,7% głosów, co przełożyło się na 13 mandatów w Zgromadzeniu Państwowym. Po wyborach ugrupowanie dołączyło do koalicji tworzące rząd kierowany przez Marjana Šarca.
9 listopada 2018 LMŠ została przyjęta do Partii Porozumienia Liberałów i Demokratów na rzecz Europy. W 2019 ugrupowanie wprowadziło dwóch swoich przedstawicieli do Europarlamentu IX kadencji. W styczniu 2020 lider partii złożył rezygnację z funkcji premiera, w marcu tegoż roku ugrupowanie znalazło się w opozycji. W wyborach w 2022 partia z wynikiem 3,7% głosów nie przekroczyła wyborczego progu. Lider LMŠ wszedł w tym samym roku w skład rządu Roberta Goloba z rekomendacji Ruchu Wolności. W czerwcu 2022 ugrupowanie podjęło decyzję o przyłączeniu się do tej formacji.